# Kool & The Gang
Kool & The Gang is een Amerikaanse funk/disco-band. De band genoot de grootste populariteit bij het grote publiek vanaf het eind van de jaren 70 tot midden jaren 80.

## Geschiedenis

### Beginperiode
De tienerbroers Robert en Ronald Bell, die respectievelijk basgitaar en saxofoon speelden, begonnen midden jaren 60 met enkele vrienden – Dennis Thomas (altsaxofoon) en Robert Mickens (trompet) – de instrumentale groep de Jazziacs, later uitgebreid met Charles Smith (gitaar), George Brown (drums) en Ricky West (keyboard). In 1967 veranderden zij hun naam in Kool & The Flames en nog later, in 1969, in Kool & The Gang. In 1969 kreeg Kool & The Gang een platencontract bij De-Lite Records. Dat jaar verscheen ook hun debuutalbum Kool and the Gang. Van de singles Jungle Boogie en Hollywood Swinging van hun vierde studioalbum Wild and Peaceful (1973) werden meer dan een miljoen exemplaren verkocht. Internationaal succes verwierf de groep met hun bijdrage aan de film Saturday Night Fever uit 1977. 

### Succesjaren
Een jaar later kwam leadzanger James "JT" Taylor bij de band en volgden grote hits als Ladies' Night, Celebration en Get Down on It. De gevaren koers ging wat meer naar de disco. Ook de samenwerking met de Jamaicaanse zanger Jimmy Cliff op diens singles Reggae night en Sunshine in the music was succesvol.
In 1985 deed Kool & The Gang mee met het groots opgezette Live Aid. In hetzelfde jaar hadden ze ook hun grootste cross-overhit, Cherish.
In 1988 verliet James Taylor de band om een solocarrière te beginnen, die commercieel gezien overigens niet echt uit de verf kwam. Eind jaren 90 maakte hij een tijdelijke comeback.

### Recent
Op 20 juni 2006 overleed, na een langdurige ziekte, de in New Jersey geboren gitarist Claydes "Charles" Smith (57). Hij behoorde niet alleen tot de oorspronkelijke bezetting van de band maar was ook betrokken bij het componeren van Celebration.
In 2015 kreeg Kool & The Gang een ster op de Hollywood Walk of Fame.
In juni 2018 werden Ronald Bell en George Brown met James Taylor herenigd tijdens hun inhuldiging in de Songwriters Hall of Fame.
Op 9 september 2020 overleed Ronald Bell, op 68-jarige leeftijd.
Alto saxofonist Dennis “D.T.” Thomas overleed in zijn slaap op 7 augustus 2021, op de leeftijd van 70 jaar.
Drummer George Brown overleed op 16 november 2023 aan de gevolgen van longkanker, op 74-jarige leeftijd.
Eind mei 2025 kwam Mike Sumler, showman en zanger, om het leven bij een auto-ongeval. Sumler werd 71 jaar.

## Discografie

### Studioalbums
- 1969 - Kool and the Gang
- 1972 - Music Is the Message
- 1972 - Good Times
- 1973 - Wild and Peaceful
- 1974 - Light of Worlds
- 1975 - Spirit of the Boogie
- 1976 - Love & Understanding
- 1976 - Open Sesame
- 1977 - The Force
- 1978 - Everybody's Dancin'
- 1979 - Ladies' Night
- 1980 - Celebrate!
- 1981 - Something Special
- 1982 - As One
- 1983 - In the Heart
- 1984 - Emergency
- 1986 - Forever
- 1989 - Sweat
- 1992 - Unite
- 1996 - State of Affairs
- 2001 - Gangland
- 2007 - Still Kool
- 2013 - Kool for the Holidays
- 2021 - Perfect Union

### Albumhitnoteringen
| Album met eventuele hitnotering(en) in de Nederlandse Album Top 100 | Datum van verschijnen | Datum van binnenkomst | Hoogste positie | Aantal weken | Opmerkingen   |
| ------------------------------------------------------------------- | --------------------- | --------------------- | --------------- | ------------ | ------------- |
| Celebrate!                                                          | 29-09-1980            | 20-12-1980            | 7               | 12           |               |
| As one                                                              | 07-09-1982            | 09-10-1982            | 38              | 6            |               |
| At their best                                                       | 1983                  | 14-05-1983            | 33              | 7            | Verzamelalbum |
| In the heart                                                        | 21-11-1983            | 11-02-1984            | 15              | 12           |               |
| The very best of - Let's go dancing                                 | 1984                  | 25-08-1984            | 4               | 11           | Verzamelalbum |
| Emergency                                                           | 15-11-1984            | 01-12-1984            | 3               | 27           |               |
| Forever                                                             | 18-11-1986            | 13-12-1986            | 64              | 7            |               |
| The very best of                                                    | 1990                  | 12-05-1990            | 25              | 20           | Verzamelalbum |

| Album met hitnotering(en) in de Vlaamse Ultratop 200 albums | Datum van verschijnen | Datum van binnenkomst | Hoogste positie | Aantal weken | Opmerkingen                |
| ----------------------------------------------------------- | --------------------- | --------------------- | --------------- | ------------ | -------------------------- |
| Back to back                                                | 30-09-2011            | 22-10-2011            | 46              | 7            | Verzamelalbum met Boney M. |

### Singles
| Single met eventuele hitnotering(en) in de Nederlandse Top 40 | Datum van verschijnen | Datum van binnenkomst | Hoogste positie | Aantal weken | Opmerkingen                                       |
| ------------------------------------------------------------- | --------------------- | --------------------- | --------------- | ------------ | ------------------------------------------------- |
| Ladies' Night                                                 | 1980                  | 08-03-1980            | 14              | 8            | Nr. 12 in de Single Top 100                       |
| Celebration                                                   | 1980                  | 13-12-1980            | 2               | 11           | Nr. 2 in de Single Top 100                        |
| Get Down on It                                                | 1982                  | 27-03-1982            | 8               | 8            | Nr. 10 in de Single Top 100                       |
| Big Fun                                                       | 1982                  | 09-10-1982            | 30              | 3            | Nr. 30 in de Single Top 100                       |
| Let's Go Dancin' (Ooh La La La)                               | 1982                  | 04-12-1982            | 8               | 8            | Nr. 14 in de Single Top 100                       |
| Hi de Hi, Hi de Ho                                            | 1983                  | 12-03-1983            | 18              | 5            | Nr. 23 in de Single Top 100                       |
| Straight Ahead                                                | 1984                  | 11-02-1984            | 11              | 6            | Nr. 11 in de Single Top 100                       |
| Tonight                                                       | 1984                  | 17-03-1984            | tip2            | -            | Nr. 48 in de Single Top 100                       |
| Joanna                                                        | 1984                  | 19-05-1984            | tip10           | -            | Nr. 35 in de Single Top 100                       |
| (When You Say You Love Somebody) In the Heart                 | 1984                  | 18-08-1984            | tip10           | -            | Nr. 43 in de Single Top 100                       |
| Fresh                                                         | 1985                  | 02-02-1985            | 34              | 4            | Nr. 27 in de Single Top 100                       |
| Cherish                                                       | 1985                  | 10-08-1985            | 4               | 14           | Nr. 3 in de Single Top 100                        |
| Emergency                                                     | 1985                  | 16-11-1985            | tip18           | -            | Nr. 48 in de Single Top 100                       |
| Victory                                                       | 1986                  | 06-12-1986            | 26              | 4            | Nr. 44 in de Single Top 100                       |
| The Throwdown Mix / Stone Love                                | 1987                  | 04-04-1987            | 23              | 7            | Nr. 13 in de Single Top 100                       |
| Peacemaker                                                    | 1987                  | 28-11-1987            | 22              | 5            | Nr. 20 in de Single Top 100 / Alarmschijf         |
| Rags to Riches                                                | 1988                  | -                     |                 |              | Nr. 93 in de Single Top 100                       |
| (Jump Up on the) Rhythm and ride                              | 1992                  | 26-12-1992            | tip14           | -            | Nr. 52 in de Single Top 100                       |
| Ladies Night                                                  | 2004                  | 24-01-2004            | 15              | 4            | met Atomic Kitten / Nr. 16 in de Single Top 100   |
| Get Down on It                                                | 2005                  | -                     |                 |              | met Blue & Lil' Kim / Nr. 96 in de Single Top 100 |

| Single met hitnotering(en) in de Vlaamse Ultratop 50 | Datum van verschijnen | Datum van binnenkomst | Hoogste positie | Aantal weken | Opmerkingen                                       |
| ---------------------------------------------------- | --------------------- | --------------------- | --------------- | ------------ | ------------------------------------------------- |
| Ladies' Night                                        | 1980                  | -                     |                 |              | Nr. 8 in de Radio 2 Top 30                        |
| Celebration                                          | 1980                  | -                     |                 |              | Nr. 2 in de Radio 2 Top 30                        |
| Take It to the Top                                   | 1981                  | -                     |                 |              | Nr. 16 in de Radio 2 Top 30                       |
| Get Down on It                                       | 1982                  | -                     |                 |              | Nr. 13 in de Radio 2 Top 30                       |
| Let's Go Dancin' (Ooh La La La)                      | 1982                  | -                     |                 |              | Nr. 7 in de Radio 2 Top 30                        |
| Hi de Hi, Hi de Ho                                   | 1983                  | -                     |                 |              | Nr. 13 in de Radio 2 Top 30                       |
| Straight Ahead                                       | 1984                  | -                     |                 |              | Nr. 18 in de Radio 2 Top 30                       |
| Fresh                                                | 1984                  | -                     |                 |              | Nr. 8 in de Radio 2 Top 30                        |
| Misled                                               | 1985                  | -                     |                 |              | Nr. 20 in de Radio 2 Top 30                       |
| Cherish                                              | 1985                  | -                     |                 |              | Nr. 3 in de Radio 2 Top 30                        |
| Peacemaker                                           | 1987                  | -                     |                 |              | Nr. 15 in de Radio 2 Top 30                       |
| Get Down on It                                       | 2000                  | 19-08-2000            | tip7            | -            |                                                   |
| Ladies Night                                         | 2004                  | 17-01-2004            | 18              | 9            | met Atomic Kitten                                 |
| Get Down on It                                       | 2005                  | 29-01-2005            | 24              | 5            | met Blue & Lil' Kim / Nr. 12 in de Radio 2 Top 30 |

### NPO Radio 2 Top 2000
| Nummers met noteringen in de NPO Radio 2 Top 2000 | '99  | '00  | '01  | '02  | '03  | '04  |
| ------------------------------------------------- | ---- | ---- | ---- | ---- | ---- | ---- |
| Celebration                                       | 800  | 1312 | 1238 | 1602 | 1557 | 1663 |
| Cherish                                           | 1391 | 1365 | 1729 | 1998 | -    | -    |
| Fresh                                             | -    | -    | -    | 1968 | -    | -    |
| Joanna                                            | 1921 | -    | -    | -    | -    | -    |

1. ↑  Een '-' betekent dat het nummer niet was genoteerd en een vetgedrukt getal geeft de hoogste notering van een nummer aan.
2. ↑  Deze tabel is bijgewerkt tot en met de laatste editie (2024).